# 帕科·埃雷拉
弗朗西斯科·「帕科」·埃雷拉·洛伦佐（西班牙語：Francisco "Paco" Herrera Lorenzo，1953年12月2日—）是西班牙前足球運動員，司職中場，現在擔任教練。

## 外部連結
- BDFutbol球員檔案 （页面存档备份，存于）
- BDFutbol教練檔案 （页面存档备份，存于）
- Transfermarkt檔案 （页面存档备份，存于）